# Leschaux

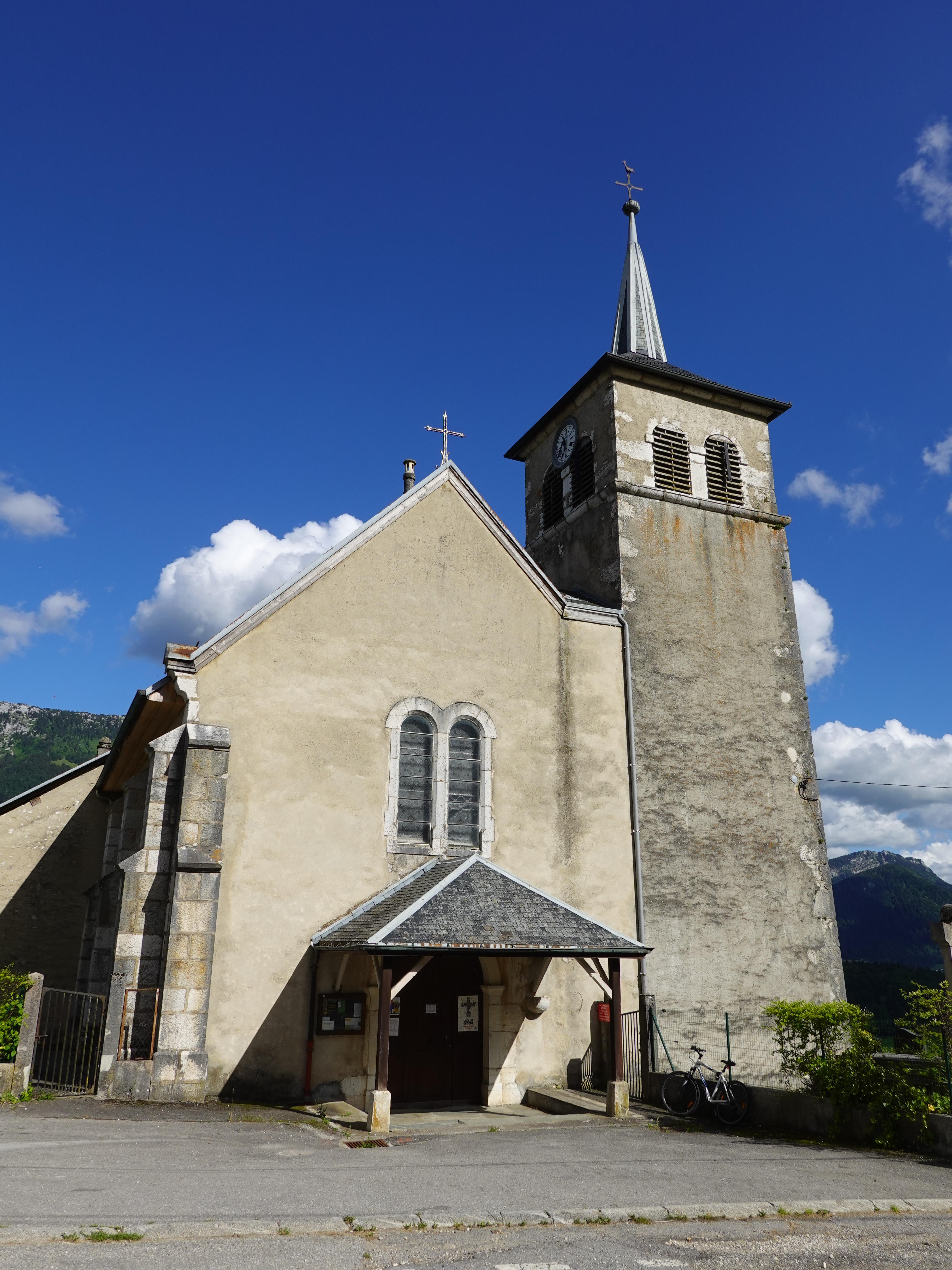
Dorfkirche in Leschaux

Leschaux ist eine französische Gemeinde im Département Haute-Savoie in der Region Auvergne-Rhône-Alpes.

## Geographie
Leschaux liegt auf 930 m, etwa 15 Kilometer südlich der Stadt Annecy (Luftlinie). Das Bauerndorf erstreckt sich in der Nähe des breiten Sattels des Col de Leschaux, im nördlichen Teil des Massivs der Bauges, am Ostfuß des Semnoz. Die Gemeinde liegt innerhalb des Regionalen Naturparks Massif des Bauges.
Die Fläche des 12,52 km² großen Gemeindegebiets umfasst einen Abschnitt der Bauges. Das zentrale Gebiet wird vom breiten Sattel des Col de Leschaux (897 m) eingenommen. Er bildet die Wasserscheide einer Senke, die in Richtung Nord-Süd orientiert ist und von den parallel verlaufenden Ketten von Semnoz (im Westen) und Roc des Bœufs (im Osten) flankiert wird. Durch den Laudon wird der Col de Leschaux nach Norden zum Lac d’Annecy entwässert. Nach Süden reicht das Gemeindeareal in das Einzugsgebiet des Chéran. Vom Passübergang erstreckt sich der Gemeindeboden westwärts über einen dicht bewaldeten Hang bis auf die Antiklinale des Semnoz. Hier befindet sich eine offene Hochfläche und nördlich daran anschließend der Crêt de Châtillon, mit 1699 m die höchste Erhebung des Semnoz und der Gemeinde Leschaux.
Zu Leschaux gehören neben dem eigentlichen Ortskern auch mehrere Weilersiedlungen und Gehöfte, darunter: 
- La Touvière (950 m) am Osthang des Semnoz
- La Croix (930 m) am Osthang des Semnoz, nahe dem Col de Leschaux
- Le Pommier (910 m) am Osthang des Semnoz

und die Häuser auf dem Col de Leschaux (897 m).
Nachbargemeinden von Leschaux sind Viuz-la-Chiésaz und Saint-Eustache im Norden, La Chapelle-Saint-Maurice im Osten, Bellecombe-en-Bauges im Süden sowie Allèves und Gruffy im Westen.

## Sehenswürdigkeiten
Die Dorfkirche Saint-Jean-Baptiste von Leschaux stammt aus dem 19. Jahrhundert. Das Dorf ist Standort des Musée du Semnoz.

## Bevölkerung
| Einwohner                  | 161 | 169 | 108 | 172 | 214 | 257 | 262 | 270 |
| Quellen: Cassini und INSEE |     |     |     |     |     |     |     |     |

Mit 309 Einwohnern (Stand 1. Januar 2022) gehört Leschaux zu den kleinen Gemeinden des Département Haute-Savoie. Im Verlauf des 19. und 20. Jahrhunderts nahm die Einwohnerzahl aufgrund starker Abwanderung kontinuierlich ab (1861 wurden in Leschaux noch 358 Einwohner gezählt). Seit Mitte der 1970er Jahre wurde jedoch wieder eine deutliche Bevölkerungszunahme verzeichnet.

## Wirtschaft und Infrastruktur
Leschaux war bis weit ins 20. Jahrhundert hinein ein vorwiegend durch die Landwirtschaft geprägtes Dorf. Heute gibt es einige Betriebe des lokalen Kleingewerbes. Viele Erwerbstätige sind Wegpendler, die in den größeren Ortschaften der Umgebung, insbesondere in Annecy ihrer Arbeit nachgehen.
Die Ortschaft liegt abseits der größeren Durchgangsstraßen nahe der Departementsstraße D912, die von Sevrier über den Col de Leschaux nach Lescheraines führt. Weitere Straßenverbindungen bestehen mit La Chapelle-Saint-Maurice, Bellecombe-en-Bauges und über eine Touristenstraße, welche über den Semnoz führt, mit Annecy.